# Polytechnische Universiteit van Catalonië
De Polytechnische Universiteit van Catalonië of Universitat Politècnica de Catalunya (UPC), ook wel BarcelonaTech genoemd, is een technische universiteit met hoofdzetel in Barcelona in Catalonië (Spanje).
De universiteit is sterk internationaal georiënteerd en prijst zichzelf voor het feit dat ze van alle Spaanse universiteiten het hoogste aantal buitenlandse doctors en masters studenten opleidt. De universiteit heeft zo'n 35.000 studenten, 2.547 wetenschappelijke en academische personeelsleden en 1.480 technisch en administratief personeelsleden (2013).

## Geschiedenis
De stadsuitbreiding en de industrialisatie van Barcelona deden in de negentiende eeuw de vraag naar architecten en ingenieurs enorm toenemen. Daarop volgde de oprichting van een reeks technische hogescholen. In 1968, nog onder de dictatuur van Francisco Franco werden die alle gegroepeerd onder de noemer van “Hoger Polytechnisch Instituut” (Institut Politècnic Superior) en in maart 1971 omgevormd tot “Technische Universiteit van Barcelona”, die in 1984, na de democratische overgang en de daaropvologende regionalisering van het onderwijs de huidige naam kreeg.

## Campussen
- Barcelona - Zuid-Campus
- Barcelona - Noord-Campus
- Barcelona - Faculteit voor Nautische Studies
- Barcelona - Escola Universitària d'Enginyeria Tècnica Industrial de Barcelona (EUETIB)
- Baix Llobregat, Castelldefels
- Manresa
- Sant Cugat del Vallès
- Terrassa
- Vilanova i la Geltrú

Aalborg ·
Aken ·
Barcelona ·
Belgrado · 
Berlijn · 
Boedapest · 
Boekarest · 
Braunschweig · 
Brno ·
Darmstadt ·
Delft ·
Dresden ·
Dublin ·
Enschede · 
Gdańsk · 
Gent ·
Glasgow · 
Göteborg ·
Graz ·
Grenoble ·
Guildford · 
Haifa ·
Hannover ·
Helsinki ·
Istanboel ·
Karlsruhe ·
Kaunas ·
Lausanne ·
Leuven ·
Lissabon ·
Lissabon NOVA ·
Louvain-la-Neuve ·
Lund · 
Lyon ·
Madrid ·
Milaan ·
Parijs-Saclay ·
Parijs ParisTech ·
Porto ·
Poznań ·
Praag ·
Riga ·
Sheffield · 
Stockholm ·
Stuttgart ·
Tallinn ·
Tomsk ·
Trondheim ·
Turijn ·
Valencia ·
Warschau ·
Wenen ·
Zürich